# Томаш
Томаш је насељено место у саставу града Бјеловара, у Бјеловарско-билогорској жупанији, Република Хрватска.

## Становништво
На попису становништва 2011. године, Томаш је имао 241 становника.

## Попис1991.
На попису становништва 1991. године, насељено место Томаш је имало 330 становника, следећег националног састава:
| Попис 1991.‍  | Попис 1991.‍  | Попис 1991.‍ | Попис 1991.‍ | Попис 1991.‍ |
| ------------ | ------------ | ----------- | ----------- | ----------- |
|              |              |             |             |             |
| Хрвати       | Хрвати       |             | 284         | 86,06%      |
| Албанци      | Албанци      |             | 21          | 6,36%       |
| Срби         | Срби         |             | 3           | 0,90%       |
| Македонци    | Македонци    |             | 1           | 0,30%       |
| Словенци     | Словенци     |             | 1           | 0,30%       |
| неопредељени | неопредељени |             | 4           | 1,21%       |
| непознато    | непознато    |             | 16          | 4,84%       |
| укупно: 330  |              |             |             |             |